# Bojos a Alabama
Bojos a Alabama  (títol original: Crazy in Alabama) és una comèdia dramàtica germano-estatunidenca dirigida per Antonio Banderas i estrenada l'any 1999. Ha estat doblada al català.

## Argument
L'any 1965, Lucille prova sort a Hollywood, i s'allibera dels llaços del matrimoni matant el seu odiós marit, però ànima sensible, s'emporta el seu cap en una caixa de cartró de barrets, amb què sorprendre el seu nebot de 12 anys, Peejoe, testimoni de les seves boges aventures i dels esdeveniments de l'estiu de 1965 on els conflictes interracials es multipliquen a Alabama. Tots dos van, cadascú a la seva manera, a descobrir el preu de la llibertat.

## Repartiment
- Melanie Griffith: Lucille Vinson
- David Morse: Dove Bullis
- Lucas Black: Peejoe Bullis
- Meat Loaf: el xèrif John Doggett
- Cathy Moriarty: Earlene Bullis
- Rod Steiger: el jutge Louis Mead
- Richard Schiff: Norman
- John Beasley: Nehemiah Jackson
- Robert Wagner: Harry Hall
- Madison Mason: Alexander Powell
- Elizabeth Perkins: Joan Blake
- David Speck: Wiley Bullis
- Noah Emmerich: el xèrif Raymond
- William Converse-Roberts: l'agent Murphy
- Louis Miller: Taylor Jackson
- Carl El Blanc, III: David Jackson
- Fannie Flagg: Sally
- Paul Ben-Victor: Mackie
- Paul Mazursky: Walter Schwegmann
- Sandra Seacat: Meemaw
- Brad Beyer: Jack
- Linda Hart: Madelyn